# Walk the Earth
Walk the Earth ist der Titel des 2017 veröffentlichten elften Studioalbums der schwedischen Hard-Rock-Band Europe. Es wurde von Dave Cobb (u. a. Rival Sons) produziert.

## Hintergrund
Mit dem Album War of Kings hatte die Band 2015 ihren Sound weiterentwickelt. Die starken Anleihen bei Bands wie Deep Purple, Rainbow, UFO oder Led Zeppelin waren klar erkennbar, insgesamt bot das Album aber mehr Härte und Wucht als das 2012 veröffentlichte Bag of Bones. Besonders Keyboarder Mic Michaeli wurde mehr Raum für seine Instrumente eingeräumt; statt beinahe ausschließlich auf die Hammondorgel zu setzen, wie dies bei Bag of Bones der Fall gewesen war, variierte er das Klangspektrum vor allem durch den Einsatz eines Mellotrons, aber auch von Synthesizern. Europe hatte mit dem Album Platz 23 der deutschen Musikcharts und Platz 50 in Großbritannien erreicht.
Für die Aufnahmen zum Nachfolgealbum verpflichtete die Gruppe nach dem Erfolg von War of Kings erneut den Produzenten Dave Cobb, der mit der Gruppe in die Abbey Road Studios nach London ging. Ihm gewährte die Band für das neue Werk mehr Einfluss, als dies noch bei War of Kings der Fall war. So brachte er nicht nur seine Erfahrungen als Produzent, sondern auch als Songwriter ein. So erarbeitete er zum Beispiel für die Ballade Pictures andere Akkordfolgen im Piano–Solo, arrangierte die großen Chöre in Kingdom United und die Rhythmik im Outro des Liedes The Siege.
Schlagzeuger Ian Haugland sagte zur musikalischen Ausrichtung des Albums:

„Wir haben viele Siebziger-Einflüsse verarbeitet – David Bowie, Led Zeppelin, Black Sabbath, Deep Purple. Alles Künstler, mit denen wir aufgewachsen sind. Es ist eine nette Mischung, und zudem denke ich, dass dieses Album ein stärkeres Rückgrat hat, eine ausgeprägtere Identität. Auf War Of Kings gab es viele tolle Songs, aber Walk The Earth ist noch fokussierter. Soundmäßig klingt es wärmer und analoger, was uns sehr gefällt.“

Das Cover-Artwork wurde vom US-amerikanischen Künstler Mike Sportes gestaltet. Walk the Earth wurde am 20. Oktober 2017 veröffentlicht und erschien auf Online-Musikdiensten sowie als Compact Disc und Schallplatte. Als Singles wurden der Titelsong und Turn to Dust ausgekoppelt. Turn to Dust wurde am 13. April 2019 als Sonderauflage zum Record Store Day auf weißem Vinyl veröffentlicht. Das Musikvideo zu diesem Song ist, erstmals in der Karriere der Band, ein Animationsfilm.

## Titelliste
| Nr.          | Titel                 | Autor(en)                                             | Gastmusiker                                            | Länge |
| ------------ | --------------------- | ----------------------------------------------------- | ------------------------------------------------------ | ----- |
| 1.           | Walk the Earth        | Aaron Raitiere, Dave Cobb, Joey Tempest, Mic Michaeli | Jamie Larsson                                          | 4:15  |
| 2.           | The Siege             | Chris Difford, Cobb, Tempest, John Norum, Michaeli    |                                                        | 4:00  |
| 3.           | Kingdom United        | Boo Hewerdine, Difford, Cobb, Tempest                 |                                                        | 2:51  |
| 4.           | Pictures              | Raitiere, Cobb, Tempest                               |                                                        | 4:48  |
| 5.           | Election Day          | Adam Lamprell, Difford, Cobb, Tempest, Michaeli       |                                                        | 4:06  |
| 6.           | Wolves                | Cobb, Tempest, Norum                                  |                                                        |       |
| 7.           | Gto                   | Cobb, Tempest, Norum                                  |                                                        | 3:55  |
| 8.           | Haze                  | Cobb, James Fucci, Tempest, Norum                     |                                                        | 3:29  |
| 9.           | Whenever You’re Ready | Raitiere, Cobb, Tempest                               |                                                        | 3:49  |
| 10.          | Turn to Dust          | Raitiere, Tempest, Michaeli                           | Kevin Kirs-Verstege (Cello), Norwegian Blue Mass Choir | 6:50  |
| Gesamtlänge: | Gesamtlänge:          | Gesamtlänge:                                          | Gesamtlänge:                                           | 41:02 |

## Rezeption
Eine Hymne sei „Pflicht pro Album“, fand Thomas Zimmer in seiner Rezension für Rocks. Walk the Earth schreite „majestätisch das vertraute Europe-Terrain“ ab, das „vom Orgelschwellkörper zum Riff zum großmächtigen Joey-Tempest-Gesang“ reiche. Doch danach beginne eine „teils doch recht schräge Achterbahnfahrt“, bei der die Band immer wieder die Grenzen der Zumutbarkeit für ihr Publikum auslote. Da gebe es ein „schroffes Riff im Kontrast mit süffigem Refrain,“ dazu ein paar „überraschende Breaks und orientalisch anmutende Stimmung“ bei The Siege. Die Band zitiere Bowie in Pictures, und Wolves sei „wahrscheinlich das finsterste Stück Musik, an dem sie sich in ihrer Karriere versucht“ habe. Am Schluss baue sich Turn to Dust „auf klassischer Grundorgel sehr effektvoll um ein ständig wiederholtes Thema zum eindrucksvollen Ohrwurm auf – hochmelodiös, aber gänzlich zuckerfrei.“ Zimmer vergab vier von sechs möglichen Punkten.
Alexander Kolbe dagegen meinte in seiner Rezension für dieselbe Ausgabe, der vorab präsentierte Titelsong habe „mit seinem wuchtigen Led-Zep-Groove, vor allem aber mit seinem hymnischen Habitus Lust auf mehr“ gemacht, sei für den Rest der Platte jedoch „nur bedingt repräsentativ.“ Die Schweden setzten „mehr denn je auf melodisches Understatement in gedämpften Farben,“ und das erscheine fast so, als seien ihnen „ihre Hits von früher heute peinlich.“ Gesangsmelodien müsse man in Stücken wie Kingdom United, Haze und Wolves „mit der Lupe“ suchen, John Norums Riffs hätten auch „schon markanter herausgestochen.“ Dreieinhalb von sechs möglichen Punkten war das Album Kolbe wert.
Alexandra Michels schrieb für Rock Hard, Europe hätten in den Abbey Road Studios „ein Bombenalbum“ eingespielt. Die Gruppe fahre auf „Walk The Earth“ einen „erdigen, klassischen Hardrock-Sound,“ der „an die Großen der Siebziger wie Deep Purple und Led Zeppelin“ erinnere. Der Hörer werde „mit bombastischen Hymnen,“ „ziemlich hartem Zeug“ und „erstmals einem erkennbaren politischen Einschlag“ beschallt. Mit Pictures sei zudem „eine beeindruckende Ballade“ gelungen, die „die The Final Countdown-Story“ weitererzähle, was aber die einzige Verbindung „zur Glam-Metal-Zeit der Band“ sei.
Für Metal Hammer merkte Frank Thießies über die zweite Zusammenarbeit mit „Authentizitäts-Sound-Garant“ und Produzent Dave Cobb (Rival Sons, All Them Witches, Jason Isbell) an, dass die Band ihre „Fähigkeit, runde Songs zu schreiben, nie verlernt“ habe, und doch wünsche man sich bei aller „im Alter (wieder-)entdeckten Erdverbundenheit“ manchmal die Zeiten von Out of This World (1988) zurück, in denen die Band nicht gewusst habe, „wohin mit all den genialen Melodien und Hooks.“ Am deutlichsten erinnere noch die Ballade Pictures „an jene goldene Ära;“ doch auch andere Stücke (The Siege, Election Day, Wolves) ließen – „stärker als auf War of Kings – zwischen heulender Hammond und Hard Rock-Hinduismus“ immer wieder „Anzeichen jener früheren kompositorischen Griffigkeit“ ausmachen. Würde die Band diese n„och einmal hemmungslos verdichten und konzentriertes Hit-Potenzial nicht als Ausdruck künstlerischer Unglaubwürdigkeit“ begreifen, dürfe man „irgendwann vielleicht noch mal ein wahrhaft himmelsstürmendes Alterswerk“ von der Band erwarten.